# Donzdorf
Donzdorf är en stad i Landkreis Göppingen i regionen Stuttgart i Regierungsbezirk Stuttgart i förbundslandet Baden-Württemberg i Tyskland.
Staden ingår i kommunalförbundet Mittleres Fils-Lautertal tillsammans med städerna Lauterstein och Süßen samt kommunen Gingen an der Fils.